# Academia de Atenas (moderna)
La Academia de Atenas (en griego: Ακαδημία Αθηνών) es la Academia Nacional de Grecia y el centro de investigación más importante del país. Fue fundada en 1926 y opera bajo la supervisión del Ministerio de Educación. El edificio principal de la Academia es uno de los monumentos más importantes de Atenas.

## Historia y construcción
La organización de la Academia de Atenas, cuyo nombre hace referencia a la antigua Academia de Platón, fue fundada el 18 de marzo de 1926 y su estatuto fue ratificado por la ley 4398/1929. Este estatuto, con enmiendas posteriores, todavía está vigente y rige los asuntos de la Academia. Según este documento, la Academia está dividida en tres Órdenes: Ciencias Naturales, Letras y Arte, y Ciencias Morales y Políticas. 

### Centros de Investigación
La Academia mantiene 12 centros de investigación, 10 oficinas de investigación y la biblioteca central "Ioannis Sykoutris". En 2002 se creó la Fundación para la Investigación Biomédica de la Academia de Atenas. El Instituto Helénico de Estudios Bizantinos y post Bizantinos de Venecia también funciona bajo la supervisión de la Academia.

### Miembro en Organizaciones Internacionales
Desde su fundación, la Academia de Atenas ha sido miembro de la Asociación Internacional de Academias (AIA) y del Concejo Internacional de Uniones Científicas (ICSU). También participa en las siguientes organizaciones: All European Academies (ALLEA), European Academies Science Advisory Council (EASAC), Inter Academy Council (IAC), Inter Academy Medical Panel (IAMP).

## Edificio principal

### Historia

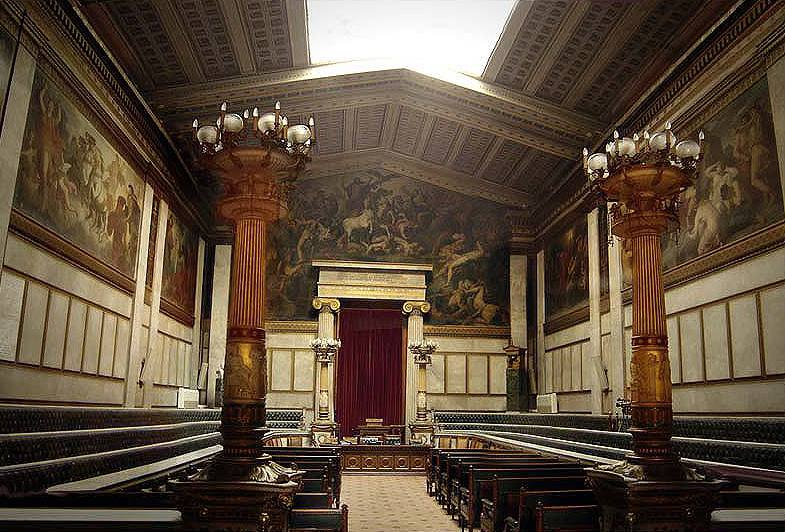
Vista interior del edificio principal de la Academia.

El edificio principal de la Academia es una construcción neoclásica ubicada entre las calles Panepistimiou y Akadimias en el centro de Atenas. El edificio fue diseñado como parte de una "trilogía" arquitectónica en 1859 por el arquitecto danés Theophil Hansen, junto con la Universidad y la Biblioteca Nacional. Los fondos fueron proporcionados por el magnate Simon Sinas específicamente para este propósito y la primera piedra fue colocada el 2 de agosto de 1859. La construcción avanzó rápidamente después de 1861 bajo la supervisión de Ernst Ziller, pero los tumultos internos durante los últimos años de reinado del rey Otto, los cuales trajeron como resultado su derrocamiento en 1862, dificultaron la construcción hasta 1864. Los trabajos se reanudaron en 1868, pero el edificio no fue completado hasta 1885, con un costo total de 2,843,319 dracmas de oro, el cual fue cubierto principalmente por Sinas y, tras su muerte, por su esposa Ifigeneia. Las esculturas fueron proporcionadas por el griego Leonidas Drosis, mientras que los murales y cuadros por el austriaco Christian Griepenkerl.
El 20 de marzo de 1887, el edificio de la "Academia Sinaica", llamada así en honor a su benefactor, fue entregado por Ziller al primer ministro griego Charilaos Trikoupis. En ausencia de una Academia Nacional, el edificio fue usado para albergar al Museo Numismático en 1890, y en 1914 al Museo Bizantino y al Archivo Nacional. Finalmente, el 24 de marzo de 1926, el edificio fue transferido a la recién establecida Academia de Atenas.

## Miembros notables de la Academia
- Kostis Palamas, poeta
- Georgios Drosinis, poeta
- Konstantinos Karatheodori, matemático
- Alexandros Diomidis, Primer ministro de Grecia
- Xenofon Zolotas, economista, primer ministro de Grecia
- Spyridon Marinatos, arqueólogo
- Elias Venezis, escritor
- Konstantinos Tsatsos, profesor de leyes, Presidente de Grecia
- Michail Stasinopoulos, profesor de leyes, Presidente de Grecia
- Angelos Terzakis, escritor
- John Zizioulas, obispo y teólogo ortodoxo
- Dimitri Nanopoulos, físico
- Iakovos Kambanelis, escritor
- Lukás Papadimos, vicepresidente del Banco Central Europeo

## Galería

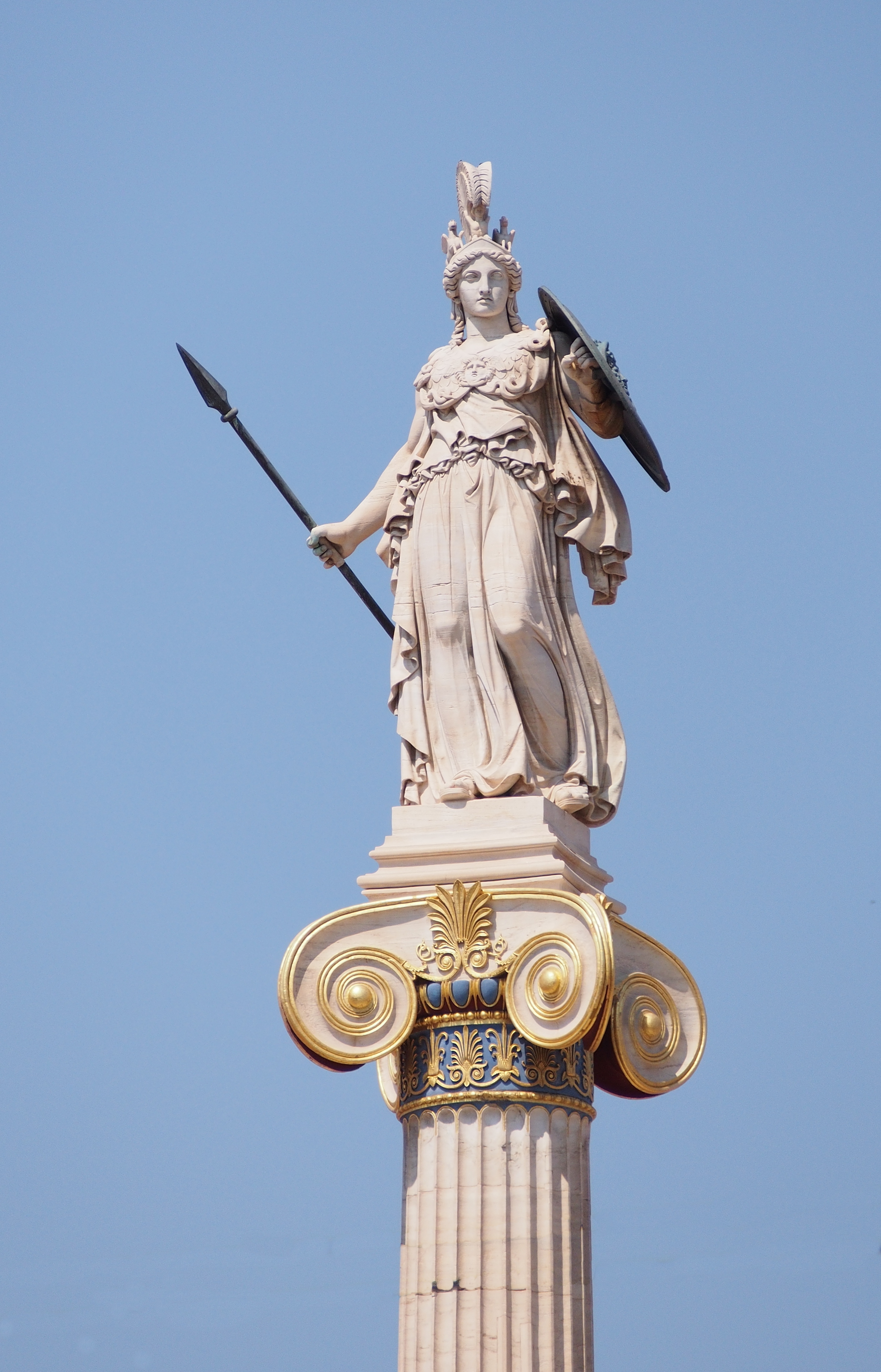
Escultura de Atenea
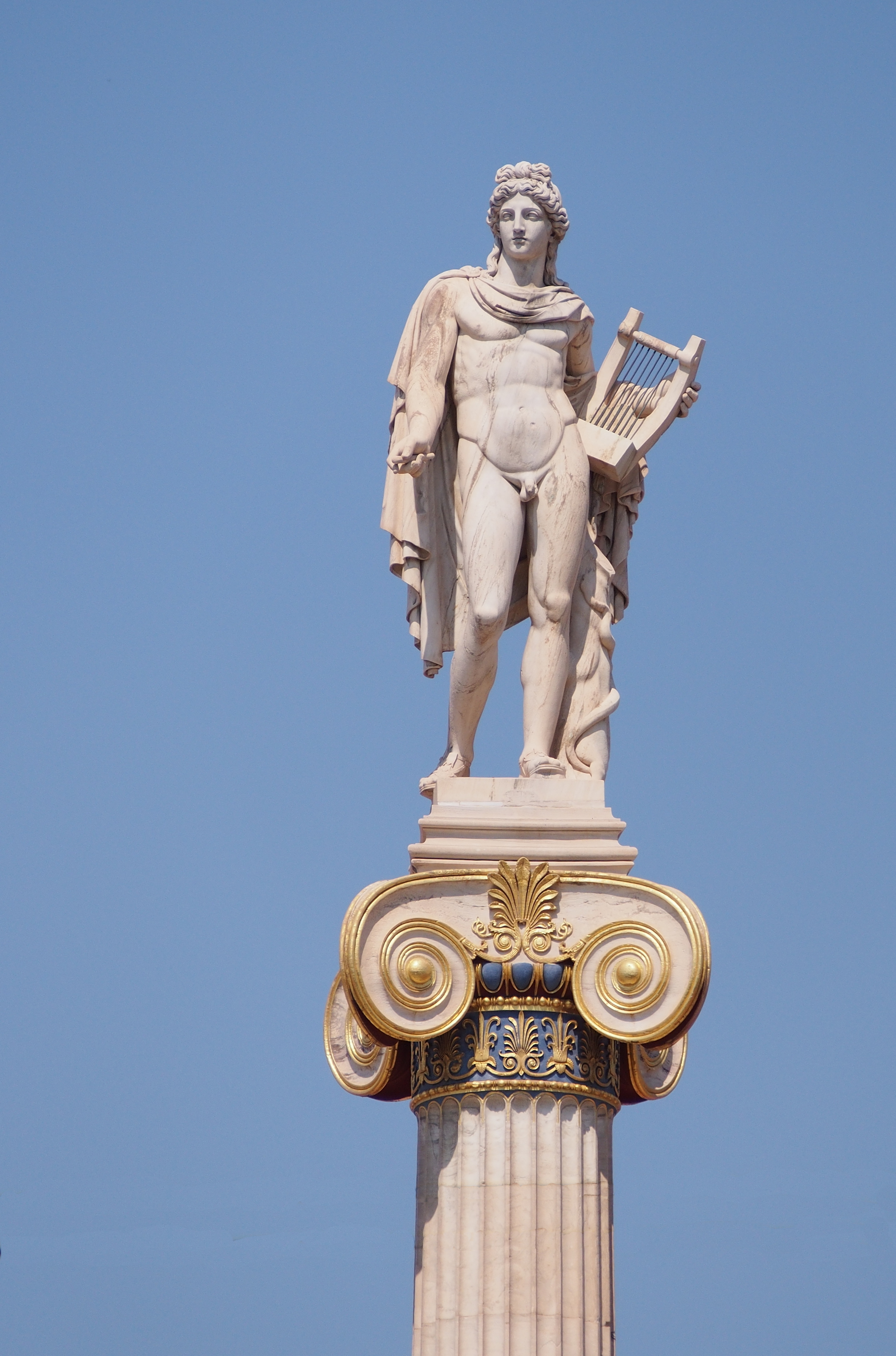
Escultura de Apolo
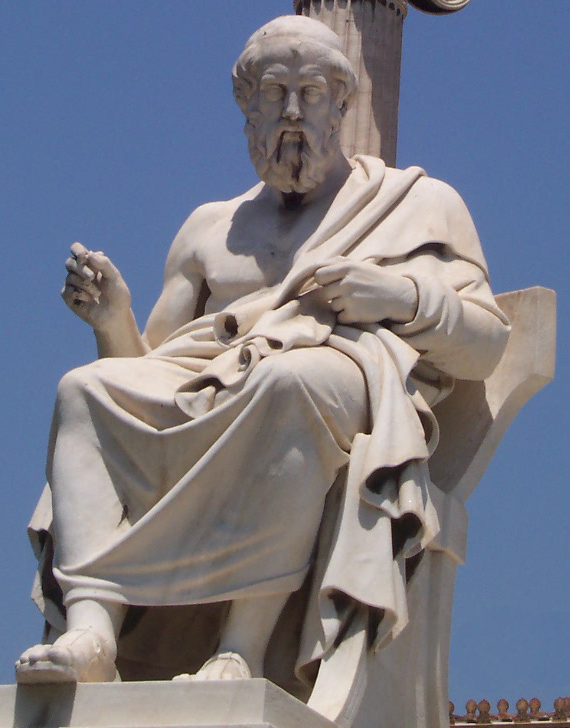
Escultura de Platón
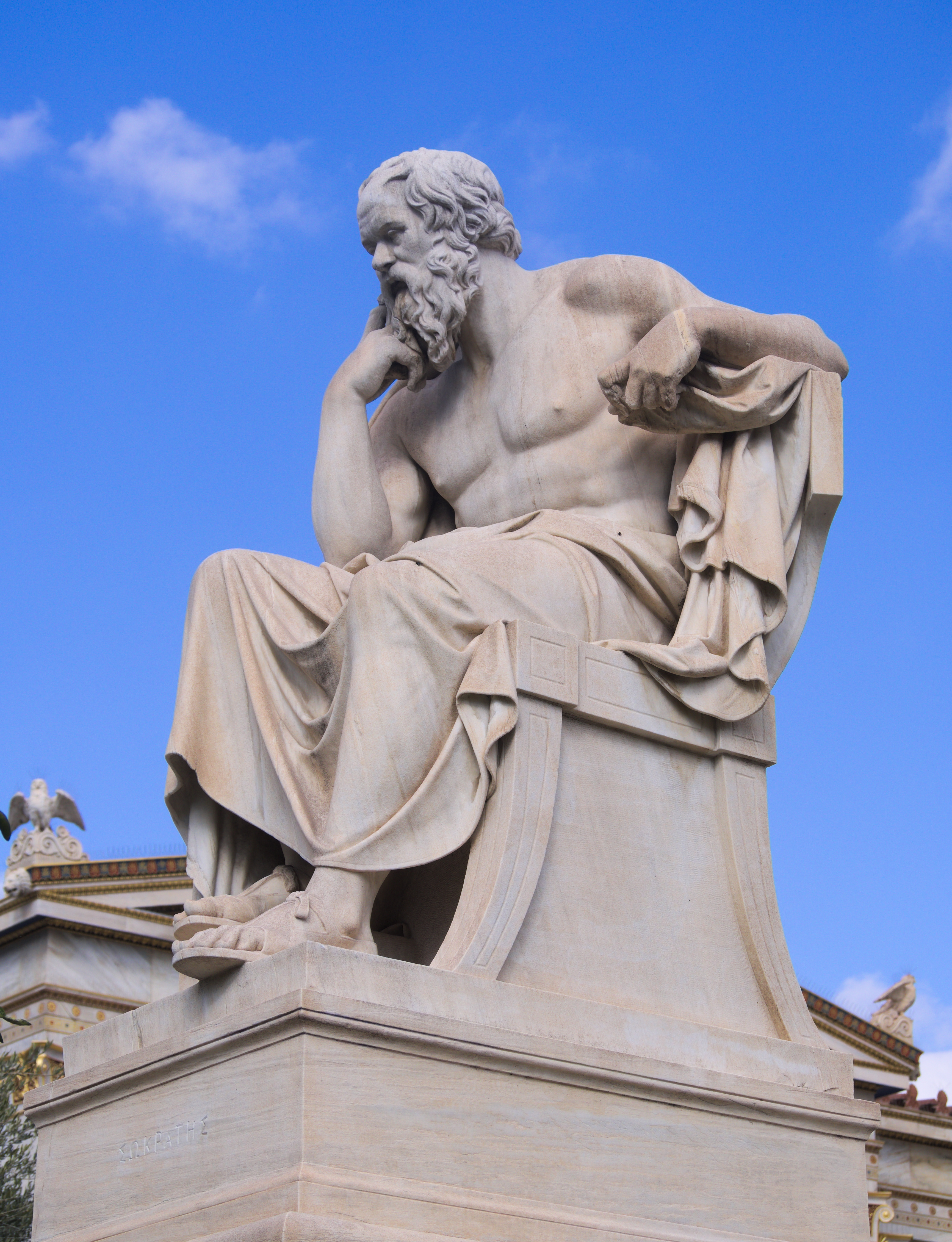
Escultura de Sócrates